# Dédougou

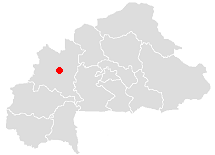
Dédougous läge i Burkina Faso.

Dédougou är en stad och kommun i Burkina Faso och är administrativ huvudort för regionen Boucle du Mouhoun och provinsen Mouhoun. Staden hade 38 862 invånare vid folkräkningen 2006, med totalt 86 965 invånare i hela kommunen.